# 해동초등학교
해동초등학교는 대한민국 부산광역시 해운대구에 있는 공립 초등학교이다.

## 학교 연혁
- 1979년 12월 29일 해동국민학교 설립 인가(해운대국민학교에서 분리)
- 1996년 3월 2일 부산해동초등학교로 교명 개칭

## 참고 자료
- 해동초등학교 - 한국교육학술정보원 학교알리미